# Северный край (газета)
«Се́верный край» — ярославская областная ежедневная газета.

## Дореволюционный «Северный край»
Основана владельцем крупной типографии в Ярославле Э. Г. Фальком 1 декабря 1898 года как ежедневная политическая, общественная и литературная газета. Это была первая ярославская негосударственная ежедневная газета. Распространялась в Вологодской, Владимирской, Костромской, и Ярославской губерниях, ближних уездах Архангельской и Тверской губерний, а также в Санкт-Петербурге и Москве. Э. Г. Фальк был и редактором. Целями газеты были содействие экономическому и культурному развитию русского Севера, развитие земского и городского самоуправления, народного образования. Издание носило либеральный демократический характер, выражая умеренно оппозиционные настроения интеллигенции. «Северный край» приобрёл определённое общественное влияние, однако его финансовые дела шли плохо. Убытки и тяжёлая болезнь Фалька вынудили его искать газете покупателя, однако он не успел, скончавшись в конце 1902 года. В 1903 году издание стало акционерным обществом, одним из пайщиков был Ю. А. Бунин. Редактором стал В. М. Михеев. Он сумел привлечь в газету авторов из Санкт-Петербурга и Москвы.
Тираж достигал 5 тысяч экземпляров. Номер начинался с передовой статьи; на первой странице располагались иностранные новости; на развороте — новости российские, губернские (ярославские, костромские и вологодские), городские, вести земств, фельетоны, судебные отчёты, обзоры печати; в «подвале» — литературные произведения, обозрения; на последней странице — реклама. Постоянными рубриками были: «Иностранные известия», «Внутренние известия», «Земские дела», «Городские дела», «Школьные дела», «Обзор печати», «Областной отдел», «Городская хроника», «Театр и музыка», «Спорт», «Судебная хроника», юмористический раздел «Смесь».

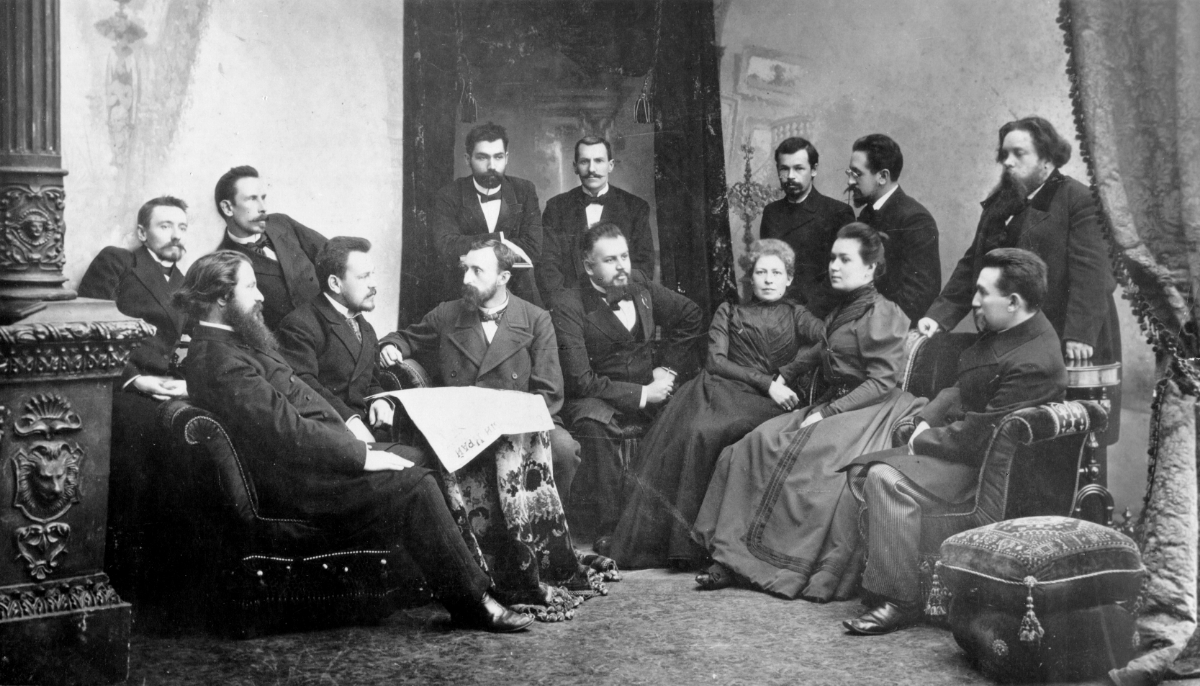
Первые сотрудники «Северного края»: сидят — В. Г. Щеглов, Э. Г. Фальк, Д. И. Шаховской, М. П. Чубинский, Л. В. Ралль, М. В. Макарова, Т. В. Лейван-Гендлер; стоят — Е. А. Светлозоров, П. А. Критский, А. М. Хин, Генгур, Ф. В. Смирнов, А. С. Протасьев, В. М. Михеев. 1900 год.

В газете печатались люди разнообразных взглядов (кадеты, социал-демократы, эсеры): Е. В. Аничков, Н. Ф. Бунаков, К. Д. Головщиков, С. Я. Дерунов, Н. П. Дружинин, Н. С. Зезюлинский, Н. А. Золотарёв, П. А. Критский, В. Р. Менжинский, П. И. Мизинов, В. М. Михеев, С. А. Мусин-Пушкин, Н. В. Романов, Н. А. Рубакин, Ф. В. Смирнов, Н. А. Снегульский, Л. Н. Трефолев, А. В. Тыркова, М. П. Чехов, Д. И. Шаховской, В. Н. Ширяев, В. Е. Якушкин и др., к сотрудничеству привлекались ссыльные северных губерний, в том числе И. П. Каляев, А. В. Луначарский. 
«Северный край» был нервным центром местной оппозиции. Нелегко было нам, газетчикам, при тогдашней цензуре отражать эту важную переходную полосу русской истории. Хотя руководители были не революционерами, только радикалами, но бунтарство у нас царствовало. Среди многочисленных читателей и сотрудников нашей газеты далеко не все были такими убеждёнными, законченными радикалами, как Фальк. Но всех объединяло стремление к  более свободной, более справедливой, достойной жизни. Общее настроение проявлялось в  обличительных корреспонденциях о  местных беззакониях, несправедливости, подчас просто безобразиях.А. В. Тыркова
Газета строго цензурировалась местными властями, добивавшимися её закрытия (губернаторы Б. В. Штюрмер и А. П. Рогович несколько раз обращались за этим в столицу). Многие сотрудники считались «неблагонадёжными». В 1901 году «Северный край» был изъят из бесплатных народных библиотек.
В 1903—1905 годах на ведущих должностях в редакции оказались большевики, наиболее деятельным из которых был В. Р. Менжинский, заведовавший военным отделом, а в 1905 году бывший ответственным секретарём редакции. В это время принципиальные вопросы руководства решались редакционным комитетом. «Северный край» по существу стал органом Северного, а потом Ярославского комитета РСДРП. В середине 1904 года «Северный край» был приостановлен за критику командования армии во время Русско-японской войны. Была сорвана подписная кампания и публикация рекламы, часть авторов прекратили сотрудничество.
1 января 1905 года газета была возобновлена и, несмотря на требования акционеров, заняла откровенно антиправительственную позицию, освещая события Революции. 13 октября «Северный край» присоединился к всероссийской политической стачке «вследствие отсутствия свободы печати». 19 октября редакция в присутствии губернатора А. П. Роговича была разгромлена черносотенцами. Против Михеева было начато судебное дело за «тенденциозный подбор статей», стремление создать у населения «озлобление» против власти и возбудить его к «беспорядкам». В номере 24 октября полностью приводился царский Манифест 17 октября, затем разбираются его причины и возможные последствия; делался вывод, что стране нужен не «суррогат народного представительства», а народное учредительное собрание. Михеев заявил, что «Северный край» будет теперь выходить без предварительной цензуры, под его личную уголовную ответственность. Как следствие, хозяева газеты, кадеты-пайщики, упразднили редакционный совет, после чего социал-демократы в знак протеста вышли из редакции. «Северный край» заявил о себе как об органе конституционной демократии, однако, это не спасло газету от окончательного закрытия прокурором в декабре 1905 года.

## Продолжения «Северного края»
Однако, в последующие 4 года коллектив редакции продолжал издание газеты, постоянно меняя её названия (при этом почти всегда включая в них слово «Северный») и редакторов.
17.12.1905 — 28.12.1905 — «Телеграммы „Северного края“»

29.12.1905 — 18.01.1906 — «Северная область»

19.01.1906 — 17.03.1906 — «Северная газета»

18.03.1906 — 26.04.1906 — «Северная мысль»

27.04.1906 — 28.05.1906 — «Северные отклики»

30.05.1906 — 18.06.1906 — «Северный голос»

20.06.1906 — 14.03.1907 — «Северная речь»

15.03.1907 — 18.05.1907 — «Северный курьер»

20.05.1907 — 13.06.1907 — «Новый Северный край»

14.06.1907 — 29.06.1907 — «Северная газета»

01.07.1907 — 17.08.1907 — «Новый Северный край»

18.08.1907 — 31.08.1907 — «Северная газета»

14.10.1907 — 15.04.1908 — «Северная молва»

01.01.1908 — 01.06.1908 — «Северный вестник»

05.06.1908 — 11.06.1908 — «Северное слово»

12.06.1908 — 15.07.1908 — «Северный вестник»

16.07.1908 — 24.07.1908 — «Северные вести»

27.07.1908 — 27.08.1908 — «Северный вестник»

08.09.1908 — 28.09.1908 — «Северные вести»

29.09.1908 — «Северная молва»

30.09.1908 — 05.10.1908 — «Северные вести»

06.10.1908 — «Северная молва»

07.10.1908 — 12.10.1908 — «Северные вести»

12.10.1908 — «Северная молва»

14.10.1908 — «Северные вести»

15.10.1908 — «Северная молва»

15.10.1908 — 19.10.1908 — «Северные вести»

20.10.1908 — «Северная молва»

21.10.1908 — 26.10.1908 — «Северные вести»

27.10.1908 — «Северная молва»

28.10.1908 — 30.10.1908 — «Северные вести»

01.11.1908 — 09.11.1908 — «Северный курьер»

10.11.1908 — «Северная молва»

11.11.1908 — 16.11.1908 — «Северный курьер»

17.11.1908 — «Северная молва»

18.11.1908 — 31.12.1908 — «Северный курьер»

04.01.1909 — 31.01.1909 — «Северные вести»

01.02.1909 — 21.02.1909 — «Северное слово»

22.02.1909 — 24.02.1909 — «Северная весть»

25.02.1909 — 07.03.1909 — «Наш край»

08.03.1909 — 10.03.1909 — «Северный курьер»

11.03.1909 — 11.05.1909 — «Наш край»
Также в ноябре 1908 года в Устюге находящимися в ссылке бывшими сотрудниками «Северного края» Д. К. Крыловым, Н. И. Черемовским и Д. А. Розановым по заданию Ярославского комитета РСДРП для распространения в Ярославле выпущен один номер (почти полностью арестованный) «Северного рабочего». В 1909 году после закрытия «Нашего края» многие журналисты ушли в новую ярославскую газету «Голос». Новая попытка возродить издание была предпринята в 1913 году под названием «Северная газета». Она выходила до 1915 года.

## «Северный рабочий»
С 1 ноября 1917 года главной газетой Ярославской губернии было ежедневное издание местного Совета, а позднее Совета и комитета партии. За годы Гражданской войны оно сменило несколько названий, пока наконец не остановилось на «Северном рабочем».
01.11.1917 — 04.11.1917 — «Бюллетень Ярославского Совета солдатских и рабочих депутатов»

08.11.1917 — 29.03.1918 — «Власть труда»

31.03.1918 — 03.07.1918 — «Известия Советов рабочих, крестьянских и солдатских депутатов г. Ярославля и Ярославской губернии»

21.07.1918 — 05.09.1918 — «Известия Ярославского губернского ВРК»

12.09.1918 — 11.09.1919 — «Известия Ярославского губернского исполнительного комитета Советов рабочих, крестьянских и красноармейских депутатов»

12.09.1919 — 11.08.1920 — «Известия Ярославского губисполкома»

12.08.1920 — 04.08.1921 — «Известия Ярославского губернского исполнительного комитета Советов рабочих, крестьянских и красноармейских депутатов»

05.08.1921 — 30.06.1922 — «Творческие дни»

01.07.1922 — 30.11.1991 — «Северный рабочий»
В эти годы газета была «рупором пролетарской диктатуры». На её страницах публиковались декреты, воззвания, постановления новой власти.
С 13 января 1930 года датой основания издания стал считаться 1908 год — когда вышел единственный номер устюгского «Северного рабочего», связь которого с «Северным краем» была, однако, проигнорирована.
На фронтах Великой Отечественной войны погибли журналисты Н. Н. Веселихин, А. А. Виноградов, В. Ф. Воронов, А. А. Кузнецов, Г. К. Кукушкин, О. П. Марков, А. М. Флягин, М. Д. Цареградский.
«Северный рабочий» был типичной советской областной газетой.
19 октября 1967 года в канун 50-летия Октябрьской социалистической революции — Президиум Верховного Совета СССР «за активное участие в революционном движении, установлении и укреплении Советской власти, а также за плодотворную работу по коммунистическому воспитанию трудящихся Ярославской области и мобилизации их на выполнение задач хозяйственного и культурного строительства» наградил газету «Северный рабочий» орденом Трудового Красного Знамени.

## Современный «Северный край»
В начале 1991 года газета сменила статус и вместо надписи «Орган Ярославского областного комитета КПСС и областного Совета народных депутатов» стала сообщать: «Ярославская областная общественно-политическая газета», подчеркивая только в выходных данных, что её учредителем значится «Ярославский обком КПСС», а с июня 1991 года — «Ярославский обком Компартии РСФСР». 21 августа 1991 года журналисты заявили о разрыве отношений с учредителем газеты. 5 сентября газета сообщила о решении считаться преемником «Северного края» и следовать его принципам, учредить ежедневную массовую газету и дать ей его имя, отказавшись от старого названия, так как «пора избавляться от разделения общества по идеологическому принципу», «газета не может быть только для рабочих». 26 сентября 1991 года была зарегистрирована областная газета «Северный край», однако выпуск издания под прежним названием продолжался до 30 ноября 1991 года. С 3 декабря 1991 года стала выходить газета «Северный край».
Первоначальный отказ редакции «Северного края» от преемственности с «Северным рабочим» (так, нумерация от 1 ноября 1917 года была восстановлена 4 декабря 1992 года) и отсутствие между ними юридической связи дали повод для издания под названием «Северный рабочий» в 1993—2005 годах другой общественно-политической газеты, считавшей себя преемником советского издания (выходила 1-2 раза в месяц). Эта газета в 1997—1999 годах была региональным печатным органом ЛДПР (в это время она имела максимальный тираж — 10 тысяч экземпляров), а в 2001—2005 годах — НПСР.
По состоянию на март 1989 года тираж «Северного рабочего» достигал 123 тысяч экземпляров. По состоянию на начало августа 1991 года тираж газеты упал до 67 тысяч экземпляров. В 1992 году в условиях катастрофического роста цен, как и многие другие негосударственные издания, «Северный край», в то время имевший уже только 25 тысяч читателей, был вынужден объявить на 2-е полугодие 1992 года переподписку и временно перейти на трёхразовый выпуск. Благодаря развитию рынка рекламы за два года удалось восстановить периодичность выхода и сохранить издание. В 2007 году вышел 25-тысячный номер газеты «Северный край» (счёт от 1 ноября 1917 года).
По плану правительства области, с 1 января 2013 года газеты «Северный край» и «Золотое кольцо» закрываются, а «Ярославский регион» меняет название на «Северный край». План был озвучен Александром Кукиным, директором ГАУ ЯО "Информационное агентство «Верхняя Волга». С 16 января 2013 года выпуск газеты был приостановлен по финансовым причинам. Тридцать человек (из которых 14 — журналисты) были сокращены. Право на выпуск издания газеты теперь принадлежит правительству области, однако сообщалось о том, что с 1 февраля 2013 года газету будет издавать другой творческий коллектив..
С 20 февраля 2013 года две газеты — «Ярославский регион» и «Северный край» — объединяются в одну: «Северный край Ярославский регион». Газета стала полноцветной и выходит два раза в неделю — в среду (24 страницы + телепрограмма) и субботу (8 страниц). Главред «Северного края» Андрей Григорьев покинул свой пост. Главным редактором газеты «Северный край Ярославский регион» стала Наталья Лихаднева. В новой газете работает немало бывших сотрудников «СК» — известных журналистов. Это Елена Кулькова, Наталья Виноградова, Сергей Молоков, Полина Вачнадзе, Александр Тихонов, Наталья Лихаднева. В настоящее время коллектив редакции совместно с Некрасовской библиотекой работает над оцифровкой архива «Северного рабочего» и «Северного края», который будет выложен

## Сборники статей
- Летопись Великой Отечественной войны 1941—1945 гг.: По материалам ярославской областной газеты «Северный рабочий» / Авт.-сост. О. В. Кузнецова. — Ярославль, Рыбинск: Рыбинский дом печати, 2005. — 336 с., ил. — 200 экз.
- Егорова Т. В. Ярославль. Прогулки и встречи. Очерки. — Ярославль: Северный край; Рыбинск: Рыбинский дом печати, 2009. — 368 с., ил. — 500 экз. (избранные статьи за 20 лет)
- Перечитывая заново. Очерки, статьи, интервью. — Ярославль: Северный край; Рыбинск: Рыбинский дом печати, 2008. — 224 с., ил. — 400 экз. (избранные статьи за 2006—2008 года)
- Не предать забвению: Книга памяти жертв политических репрессий, связанных судьбами с Ярославской областью. В 7 т. — Ярославль: Верхне-Волжское книжное издательство (1-3 т.), Верхняя Волга (4-6 т.), изд-во Александра Рутмана (7 т.), 1993—2007 года. — 5000 экз. (1-5 т.), 1000 экз. (6 т.), 2000 экз. (7 т.) — 3610 с. (некоторые статьи)